# Jordan Clark
Jordan Charles Clark , né le 22 septembre 1993 à Hoyland, Yorkshire du Sud, est un footballeur anglais qui évolue au poste d'attaquant au Luton Town.

## Biographie

### En club

#### Première expérience
Issu du centre de formation du club de Barnsley, Jordan Clark signe le 1er janvier 2011 et fait ses débuts professionnels pour les «Tykes» le 12 avril 2011 lors d'un match contre Queens Park Rangers.
Le club évoluant alors en Championship. En 3 ans il sera prêté 3 fois et ne jouera que 7 matchs.

#### Multiple prêt
Ensuite, il est prêté le 22 février 2013 à Chesterfield alors en Ligue Two ou il ne reste que 1 mois, revenant dans son club le 25 mars 2013 apres avoir diputé 2 matchs. Le 1er août 2013, il est prêté à  Scunthorpe United en Ligue Two, il repart le 20 septembre de cette même année après avoir joué 1 match. Entre le 8 février 2014 et le 9 mai il est prêté au Hyde FC en D5 anglaise où il marque ses premiers goals, il s'en sort avec un bilan correct de 2 buts en 16 matchs.

#### Nouveau départ
Le 17 juillet 2014, il rejoint Shrewsbury Town librement en Ligue Two, il terminera 2ème de cette division la même année. Dans cette équipe il commence à gagner en temps de jeu.

#### Renouveau
Le 2 août 2016, il rejoint Accrington Stanley, club évoluant en Ligue Two avec qui il gagne son premier trophée en étant champion de Ligue Two en 2018. Jordan Clark s'installe dans l'effectif et dispute 191 matchs pour 29 goals en 4 saisons passées au club.

#### Arrivée au haut niveau
Le 5 août 2020, il rejoint Luton Town alors qu'ils évoluaient en Championship. Il retrouve ce championnat près de 9 ans après l'avoir quitté. Le 27 mai 2023, il réussit l'exploit de gagner les play-offs en marquant l'unique but pour Luton Town, il marquera également un pénalty durant le séance de tir au but remporté 6-5 après le score de partité de 1 but partout face à Coventry City en finale permettant à son club de se hisser en Premier league alors que le club évoluait encore en D5 anglaise 8 ans auparavant et plus de 30 ans après la disparition du club de l'élite du football anglais. Il accède ainsi pour la première fois de sa vie au plus haut niveau du football en Angleterre.

## Palmarès
Accrington Stanley
- Championnat d'Angleterre de D4 :
  - Champion en 2018.